# Arrecife (España)
Arrecife es una ciudad y municipio español perteneciente a la provincia de Las Palmas, en la comunidad autónoma de Canarias. Está situada en el este de la isla de Lanzarote, de la cual es capital. 
Es el municipio de menor extensión de la isla, con 24,28 km² de superficie; sin embargo, es a su vez el más poblado, con 64 735 habitantes (INE 2023).

## Geografía
El centro de Arrecife se corresponde con el frente marítimo de la ciudad y sus inmediaciones. Va desde El Cable hasta el muelle de Los Mármoles. Los alrededores del Charco, una laguna de agua marina que penetra hacia el interior de la ciudad, son el área fundacional de Arrecife, y en sus inmediaciones se hallan algunos de los lugares de mayor interés de la ciudad, como la parroquia de san Ginés obispo, el castillo de San Gabriel o la zona comercial de la calle Real. Siguiendo la línea de la costa hacia el norte se encuentran los dos puertos de la ciudad: el pesquero, llamado Puerto de Naos, y el principal (comercial, de mercancías y cruceros), llamado puerto de los Mármoles, tercero en importancia de Canarias. Cerca de este último se halla la otra fortaleza de la ciudad, el Castillo de San José, en el que se ubica un Museo Internacional de Arte Contemporáneo.
Hacia el interior se sitúan los barrios periféricos, entre los que destacan Titerroy, Valterra, Altavista, Argana, La Vega, San Francisco Javier y Maneje.

### Clima
Arrecife cuenta con un clima desértico cálido (conocido como BWh en la clasificación climática de Köppen), ya que la temperatura media anual supera los 18 °C y las precipitaciones anuales son inferiores a los 200 mm. Si bien es un clima desértico peculiar, ya que las temperaturas se mantienen suaves durante todo el año debido a la gran influencia del océano Atlántico, al ser un clima desértico, se pueden dar los fenómenos de tal clima y producirse temperaturas extremas en cualquier época del año debido a la calima, como por ejemplo ocurrió el 13 de mayo de 2015, que se alcanzó una temperatura de 42.6 °C en Lanzarote. La variación térmica entre el invierno y el verano es muy escasa. La temperatura media del mes más frío, enero, es de 17 °C, con temperaturas diurnas superiores a 20 °C. La media del mes más cálido, agosto, es de 26 °C, con temperaturas diurnas cercanas a 30 °C. Las temperaturas muy rara vez bajan de los 15 °C durante las noches de invierno. Las lluvias son muy escasas, con un total de 110 mm anuales. Las precipitaciones se concentran principalmente entre los meses de noviembre y marzo, siendo escasas o nulas entre mayo y septiembre. Nunca ha nevado ni se han registrado heladas. La temperatura más alta registrada en Arrecife (estación oficial) fue de 43.6 °C el 6 de agosto de 1980 y la mínima registrada fue de 8.0 °C en el 10 de enero de 1974.
Los fenómenos ambientales que más influyen sobre el clima de Arrecife son la cercanía al mar, que suaviza las temperaturas; el influjo del viento alisio, que sopla con fuerza durante buena parte del año y modera los registros climáticos y la cercanía al continente africano, que posibilita la presencia de episodios ocasionales de calima o polvo en suspensión procedente del desierto del Sáhara acompañado de temperaturas más altas cuando el viento sopla desde el continente.
| Parámetros climáticos promedio de Arrecife, España          | Parámetros climáticos promedio de Arrecife, España | Parámetros climáticos promedio de Arrecife, España | Parámetros climáticos promedio de Arrecife, España | Parámetros climáticos promedio de Arrecife, España | Parámetros climáticos promedio de Arrecife, España | Parámetros climáticos promedio de Arrecife, España | Parámetros climáticos promedio de Arrecife, España | Parámetros climáticos promedio de Arrecife, España | Parámetros climáticos promedio de Arrecife, España | Parámetros climáticos promedio de Arrecife, España | Parámetros climáticos promedio de Arrecife, España | Parámetros climáticos promedio de Arrecife, España | Parámetros climáticos promedio de Arrecife, España |
| Mes                                                         | Ene.                                               | Feb.                                               | Mar.                                               | Abr.                                               | May.                                               | Jun.                                               | Jul.                                               | Ago.                                               | Sep.                                               | Oct.                                               | Nov.                                               | Dic.                                               | Anual                                              |
| ----------------------------------------------------------- | -------------------------------------------------- | -------------------------------------------------- | -------------------------------------------------- | -------------------------------------------------- | -------------------------------------------------- | -------------------------------------------------- | -------------------------------------------------- | -------------------------------------------------- | -------------------------------------------------- | -------------------------------------------------- | -------------------------------------------------- | -------------------------------------------------- | -------------------------------------------------- |
| Temp. máx. media (°C)                                       | 21.1                                               | 22.2                                               | 22.2                                               | 22.2                                               | 22.8                                               | 23.9                                               | 25.0                                               | 26.1                                               | 26.1                                               | 26.1                                               | 24.8                                               | 22.2                                               | 23.7                                               |
| Temp. media (°C)                                            | 17.4                                               | 17.9                                               | 19.0                                               | 19.6                                               | 20.8                                               | 22.6                                               | 24.3                                               | 25.2                                               | 24.7                                               | 23.0                                               | 20.7                                               | 18.6                                               | 21.2                                               |
| Temp. mín. media (°C)                                       | 13.9                                               | 13.9                                               | 15.0                                               | 16.1                                               | 17.2                                               | 17.8                                               | 18.9                                               | 21.1                                               | 21.1                                               | 18.9                                               | 17.8                                               | 16.1                                               | 17.3                                               |
| Precipitación total (mm)                                    | 25.4                                               | 17.8                                               | 12.7                                               | 5.1                                                | 2.5                                                | 0.0                                                | 0.0                                                | 0.0                                                | 2.5                                                | 5.1                                                | 15.2                                               | 25.4                                               | 111.7                                              |
| Fuente: The Weather Channel Interactive, Inc. marzo de 2009 |                                                    |                                                    |                                                    |                                                    |                                                    |                                                    |                                                    |                                                    |                                                    |                                                    |                                                    |                                                    |                                                    |

## Historia

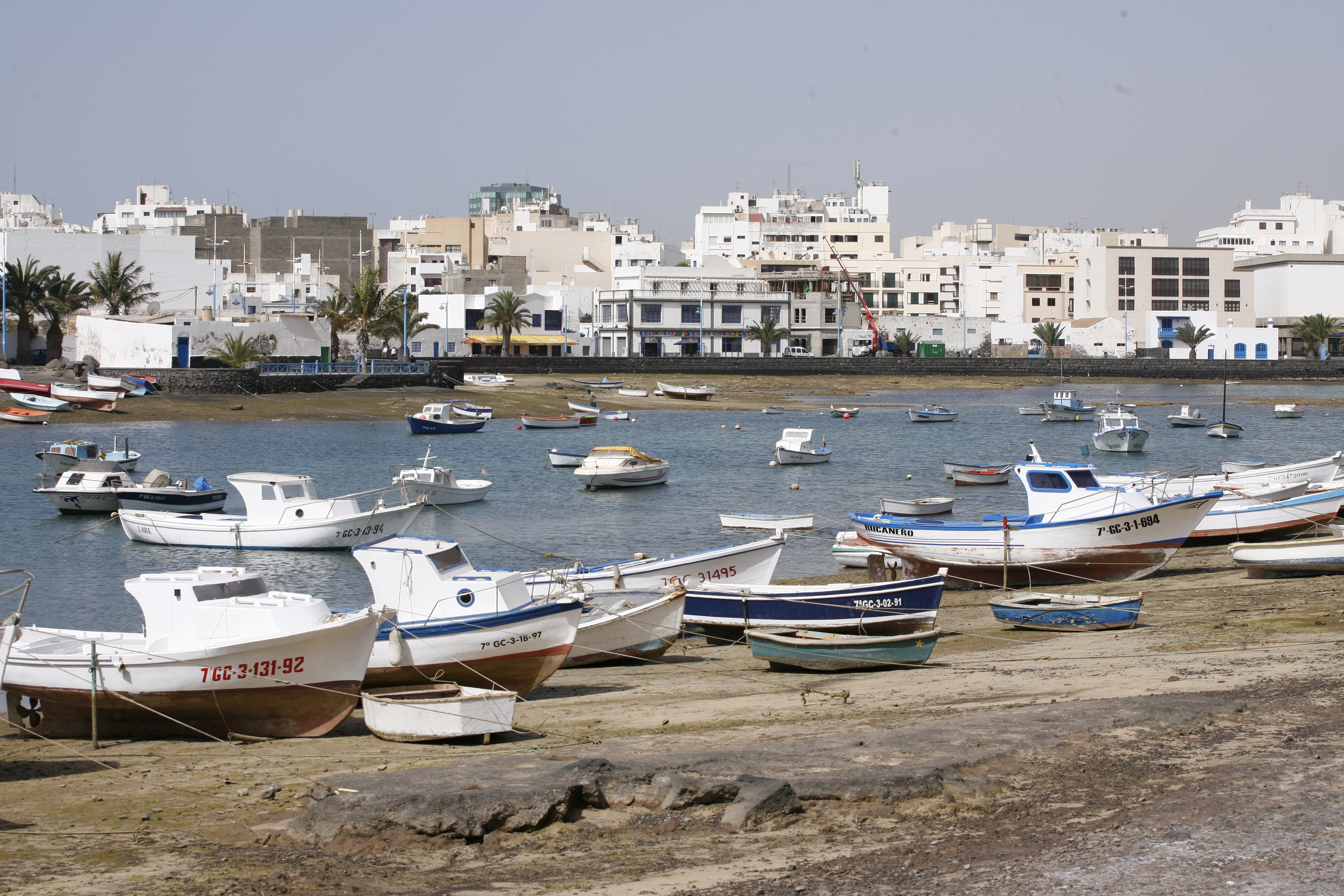
Charco de San Ginés, entrante de agua marina que penetra en la ciudad de Arrecife

El pasado más remoto de la actual capital de Lanzarote se remonta a la época aborigen, aunque su potencial para albergar a un importante contingente humano se vio perjudicado por factores como el peligro de ataques por mar o la escasez de agua de lluvia. Aun así, está constatada la existencia de tres poblados aborígenes en el término municipal: Argana, Maneje, y un tercero situado cerca del Lomo. El primer nombre con que los indígenas denominaron a Arrecife fue Elguinaguaria, en referencia a la zona costera de la actual ciudad y sus islotes.
Su ubicación, al abrigo de las corrientes oceánicas gracias a un conjunto de formaciones rocosas e islotes, permitió crecer a Arrecife hasta convertirse en el puerto principal de la isla. Tanto es así, que tradicionalmente Arrecife ha sido conocido entre los isleños como El Puerto, por antonomasia. Además del vino y el aguardiente (cuyos alambiques fueron traídos por comerciantes de Tenerife), que comienzan a cultivarse en la isla tras las erupciones volcánicas de Timanfaya (1730-1736), será la barrilla (Salsola kali) el producto de exportación que afianzará a Arrecife desde el punto de vista comercial y urbano, produciéndose un importante desarrollo del puerto en las últimas décadas del siglo XVIII y las primeras del XIX.
Tras decaer la comercialización de la barrilla, la economía pasa a depender de la importación de la cochinilla, un insecto parásito de la tunera, chumbera o nopal, de la que se extrae un tinte rojizo muy empleado en la, por entonces, incipiente industria textil británica. Coincidiendo con el auge de la cochinilla, Arrecife consigue arrebatar a la villa de Teguise, la capital de la isla, en 1847, afianzándose como centro económico y político de Lanzarote. Casi al mismo tiempo, Arrecife se ve beneficiada por el Decreto de Puertos Francos de 1852, ley a través de la cual se concede a los principales puertos canarios la capacidad de comerciar en los mercados internacionales salvando buena parte de los impuestos y aduanas vigentes en el resto de España. 
Aparte de la actividad comercial, la mayor fuente de ingresos económicos de la ciudad fue durante décadas la pesca, siendo Arrecife la base fundamental de la flota que faenaba en el banco pesquero canario-sahariano. Con la ocupación del Sahara Occidental por parte de Marruecos en 1975, la pesca entra en decadencia, y con ella la industria conservera y de salazones que se había generado en torno a ella.[cita requerida]
Desde entonces, Arrecife se ha ido convirtiendo en una ciudad con una economía basada en el sector servicios, como centro comercial y administrativo de la isla de Lanzarote, que desde la década de 1970 se afianza como importante destino turístico.
En las últimas décadas Arrecife ha experimentado un gran desarrollo demográfico debido fundamentalmente a la llegada de población inmigrante, procedente fundamentalmente de la península ibérica y países como Colombia o Marruecos.[cita requerida]

## Demografía
Arrecife cuenta con una población de 68 169 habitantes (INE 2024).
| Gráfica de evolución demográfica de Arrecife entre 1842 y 2021                                                      |
| |
| Población de derecho según los censos de población del INE Población de hecho según los censos de población del INE |

## Servicios

### Transporte
Arrecife se encuentra en una posición céntrica con respecto a buena parte de las principales vías de comunicación terrestre de Lanzarote. La carretera LZ-2 comunica a la capital con el sur de la isla, dirección Yaiza, y la LZ-20 con el interior, hacia el municipio de Tinajo. Ambas cuentan con tramos de autovía. Mientras, la carretera LZ-1 conecta Arrecife con el norte de Lanzarote.
El transporte público urbano se lleva a cabo a través de las cuatro líneas de la empresa municipal de guaguas. Además, desde Arrecife, principalmente desde su estación, parten la mayoría de las rutas interurbanas de transporte público de la isla.
El Aeropuerto César Manrique Lanzarote se encuentra a 5 km de Arrecife, junto a Playa Honda, situada en el municipio de San Bartolomé.
El puerto de Arrecife, conocido como puerto de Los Mármoles, conecta por el mar las islas de Tenerife, Gran Canaria y Fuerteventura. Además, existen rutas con la península ibérica que arriban al puerto de Cádiz. Se trata del principal punto de entrada de mercancías a la isla, y en los últimos años se ha consolidado como el segundo puerto en tráfico de cruceristas de Canarias, solo superado por el Puerto de Santa Cruz de Tenerife.

### Sanidad
Arrecife cuenta con el Hospital Universitario Doctor José Molina Orosa. Atiende a la población de los siete municipios que conforman Lanzarote. Su Hospital de Referencia es el Hospital Universitario Doctor Negrín de Las Palmas de Gran Canaria.

## Administración y política

### Gobierno municipal
El municipio se rige por su ayuntamiento, compuesto por el alcalde-presidente y veinticuatro concejales.
| Partido político                             | 2023  | 2023  | 2023       | 2019  | 2019  | 2019       | 2015  | 2015  | 2015       | 2011  | 2011  | 2011       | 2007  | 2007  | 2007       |
| Partido político                             | %     | Votos | Concejales | %     | Votos | Concejales | %     | Votos | Concejales | %     | Votos | Concejales | %     | Votos | Concejales |
| Partido Socialista Obrero Español (PSOE)     | 28,05 | 5080  | 9          | 17,20 | 3205  | 5          | 19,59 | 3450  | 6          | 17,74 | 3042  | 5          | 24,12 | 4359  | 7          |
| Partido Popular (PP)                         | 24,16 | 4377  | 7          | 17,23 | 3210  | 6          | 15,26 | 2687  | 5          | 25,62 | 4394  | 8          | 12,73 | 2301  | 4          |
| Coalición Canaria (CC)                       | 23,01 | 4168  | 7          | 28,51 | 5311  | 9          | 17,29 | 3046  | 5          | 22,35 | 3833  | 7          | 12,66 | 2288  | 3          |
| Vox                                          | 7,62  | 1380  | 2          | 2,53  | 472   | 0          | —     | —     | —          | —     | —     | —          | —     | —     | —          |
| Nueva Canarias (NC)                          | 4,74  | 860   | 0          | 6,22  | 1160  | 2          | 4,88  | 859   | 0          | 6,15  | 1055  | 1          | 9,50  | 1717  | 2          |
| Podemos                                      | 4,18  | 758   | 0          | 9,12  | 1700  | 3          | —     | —     | —          | —     | —     | —          | —     | —     | —          |
| Ciudadanos (CS)                              | —     | —     | —          | 4,60  | 857   | 0          | 5,99  | 1055  | 2          | —     | —     | —          | —     | —     | —          |
| Somos Lanzarote                              | —     | —     | —          | —     | —     | —          | 10,04 | 1769  | 3          | —     | —     | —          | —     | —     | —          |
| Partido de Independientes de Lanzarote (PIL) | —     | —     | —          | —     | —     | —          | 8,94  | 1575  | 2          | 8,64  | 1481  | 2          | 22,53 | 4071  | 7          |
| Grupo de Lanzarote (GL)                      | —     | —     | —          | —     | —     | —          | 8,85  | 1559  | 2          | —     | —     | —          | —     | —     | —          |
| Alternativa Ciudadana 25 de Mayo (AC-25M)    | —     | —     | —          | —     | —     | —          | —     | —     | —          | 6,29  | 1079  | 2          | 7,09  | 1282  | 2          |

Después de los comicios municipales de 2019, el Partido Popular de Canarias estableció un acuerdo con el PSC y NC-FAC-Somos Lanzarote.[cita requerida] En virtud de este pacto, la candidata del Partido Popular, Astrid Pérez, fue elegida alcaldesa con el respaldo de 13 concejales, superando a los 9 concejales de Coalición Canaria, que habían ganado las elecciones, y a los 3 de Lanzarote en Pie-Sí Podemos-Equo.[cita requerida]
Tras las elecciones municipales de 2023, el Partido Popular de Canarias formalizó un acuerdo con Coalición Canaria.[cita requerida] Como resultado de este pacto de colaboración, la candidata del Partido Popular, Astrid Pérez, fue designada alcaldesa con el respaldo de 14 concejales, superando a los 9 concejales del Partido Socialista de Canarias, quienes habían resultado vencedores en los comicios, y a los 2 concejales de Vox. Posteriormente, el 7 de julio de 2023, tras la renuncia de Astrid Pérez a su cargo como alcaldesa de Arrecife para asumir la presidencia del Parlamento de Canarias, Yonathan de León fue investido como alcalde.[cita requerida]

### Organización territorial
- Altavista
- Arrecife Centro
- Argana Alta
- Argana Baja
- El Cable
- La Concha
- La Vega
- Las Salinas
- Los Alonso
- Maneje
- Puerto Naos
- San Francisco Javier
- Titerroy
- Valterra

## Cultura

### Patrimonio

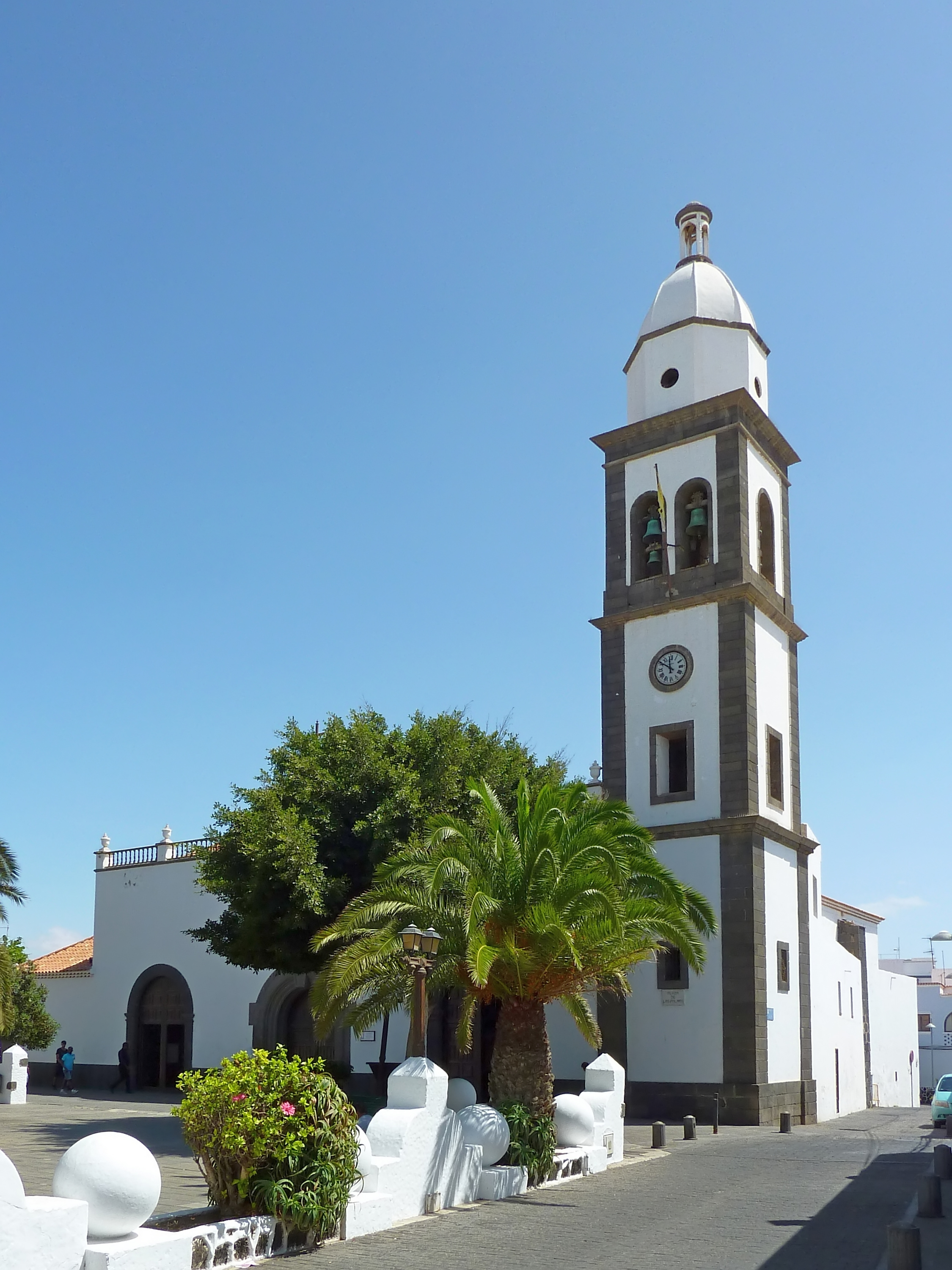
Iglesia matriz de San Ginés Obispo

Los bienes inmuebles de Arrecife inscritos en el Registro de Bienes de Interés Cultural son:
- Casa de los Arroyo
- Castillo de San Gabriel
- Castillo de San José
- Iglesia matriz de San Ginés Obispo
- Fachada del edificio Segarra
- Primera sede del Cabildo Insular de Lanzarote
- Salinas de Naos
- Salinas de Bufona

### Fiestas

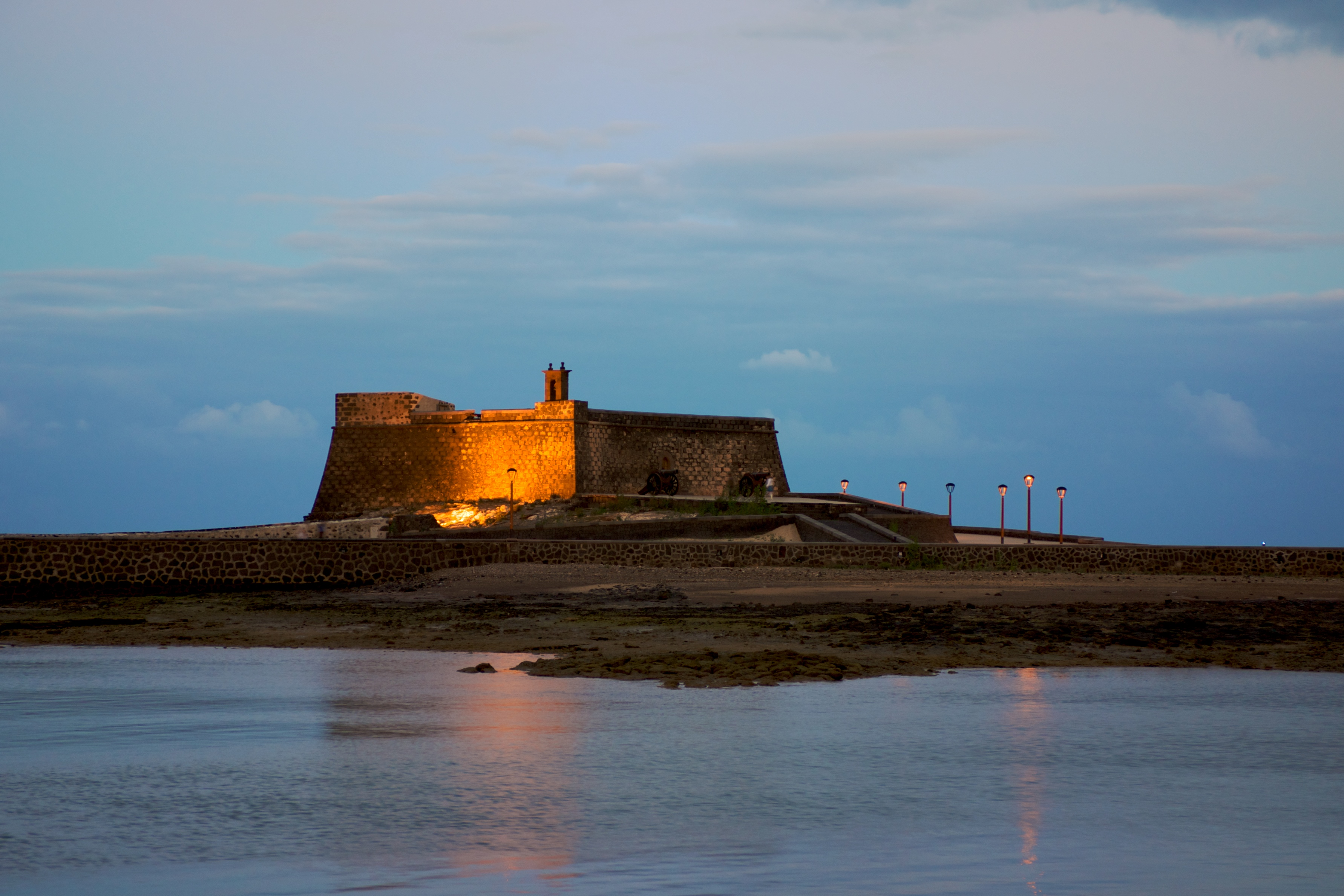
Castillo de San Gabriel

La cultura tradicional de Arrecife es de origen marinero, debido a la historia de la ciudad. A pesar del desarrollo y modernización de los últimos años ésta aún se mantiene viva a través de agrupaciones folclóricas como la Parranda Marinera de Los Buches, juegos tradicionales como los "jolateros" (barquillos construidos con bidones de hojalata) y regatas de vela latina.
Las fiestas patronales se celebran el 25 de agosto en honor a San Ginés. También tiene importancia el Carnaval de Arrecife. Durante la celebración del Corpus Christi se elaboran por las calles del centro de la ciudad alfombras de sal.[cita requerida]

### Deporte
El equipo de fútbol representativo de la ciudad es la Unión Deportiva Lanzarote, que milita en la tercera división de España y juega sus partidos como local en la Ciudad Deportiva Lanzarote.
En baloncesto el C. B. Conejero Lanzarote representa a la ciudad en las ligas insulares. Fundado en 2002 alcanzó la liga EBA en 2017 hasta 2021.

## Localidades hermanadas
- Recife, Brasil (2010)

## Personas destacadas
- Francisco Fernández de Béthencourt, genealogista y político (1850-1916)
- Blas Cabrera y Felipe, físico español (n. 1878)
- Pancho Lasso, escultor (1904-1973)
- César Manrique, pintor, escultor y arquitecto (1919-1992)
- Juan Brito Martín, folclorista y artesano (1919)
- Rosana, cantante (1963)
- Goya Toledo, actriz (1969)
- Roberto Arrocha, periodista, escritor, investigador (1975)